# Intel 8088
Intel 8085 Intel 80186
Intel 80286
L’Intel 8088 est un microprocesseur avec des registres de 16 bits et un bus de données externe de 8 bits présenté par Intel le 1er juillet 1979. Il est basé sur l'Intel 8086, dont il est une déclinaison économique et moins performante. Il est particulièrement connu pour avoir été employé dans le premier IBM PC.
L'Intel 8088 a pour principale différence avec le 8086 un bus de données externe de 8 bits. Son bus de 8 bits le rendait plus économique, car les circuits imprimés avec une largeur de bus plus grande étaient encore assez chers lors de sa sortie. La file d'attente de préchargement des 8088 est de 4 octets, alors que celle du 8086 est de 6 octets. 
L'ordinateur le plus répandu qui utilisa le 8088 était, de loin, le micro-ordinateur IBM PC. Le 8088 du PC fonctionnait à une fréquence de 4,77 mégahertz. Suivant les modèles, l'Intel 8088 effectuait entre 0,33 et 0,75 million d'instruction par seconde. 
Apparemment, les ingénieurs d'IBM voulurent utiliser le Motorola 68000 (présent dans un autre ordinateur IBM aujourd'hui oublié, le System 9000). Mais IBM avait déjà échangé avec Intel le droit de fabriquer la famille des 8086, contre des droits sur ses mémoires à bulles. Un autre facteur important pour l'utilisation d'une version 8 bits d'un 8086 était que cela rendait possible l'utilisation de composants déjà existants pour l'Intel 8085 et permettait de réutiliser le design des ordinateurs basés sur ce 8085. Les composants du 68000 n'étaient pas largement disponibles à ce moment. IBM voulait, à cette époque, contrer le plus rapidement possible et en masse la montée de l'Apple II.
Le 8088 a été aussi largement utilisé aux États-Unis dans l'aérospatiale des années 1980 pour le guidage de navette spatiale ou le guidage de missiles divers. Cela est principalement dû à l'architecture simplifiée héritée du 8086, qui lui offrait pour l'époque une très grande fiabilité en sorties de calculs. Aujourd'hui, plusieurs appareils en service utilisent encore cette puce.
Une puce compatible, le NEC V20, fut produit par NEC. Elle était environ 20 % plus rapide.